# یمی

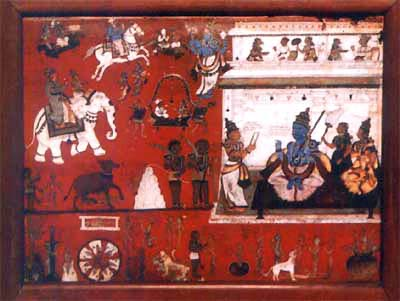
Yami's Court and Hell. The Blue figure is Yama with Yami and Chitragupta 17th century Painting from Government Museum, Chennai

در سانسکریت و متن مقدس ودا، یمی اولین زن است. یم برادر همزاد یمی است و معادل آدم در ادیان ابراهیمی است.در عین حال در آیین هندو الهه مرگ نیز محسوب می‌شود. در فرهنگ ژاپنی و چینی و در بودایی نیز یم و یما و یمی اساطیر مشابهی با اسطوره‌های هندی و ایرانی هستند. جم در اسطوره‌های ایرانی با این نام پیوند دارد.

چلیپای ایرانی وچلیپای شکسته از تمدن هند

یمی همچنین الهه رود یمونا یا جمنا است و با خدای هندوها کریشنا نیز پیوند دارد.